# Урсем
Урсем (нід. Ursem) — село в нідерландській провінції Північна Голландія. Входить до муніципалітету Коггенланд. Територія західної частини села належить муніципалітету Алкмар.
Його площа — 13,98 км², а населення станом на 2021 рік становило 2850 осіб.
Перша згадка про населений пункт датується першою половиною 11-го сторіччя.
До 1979 року мало статус окремого муніципалітету.

## Галерея

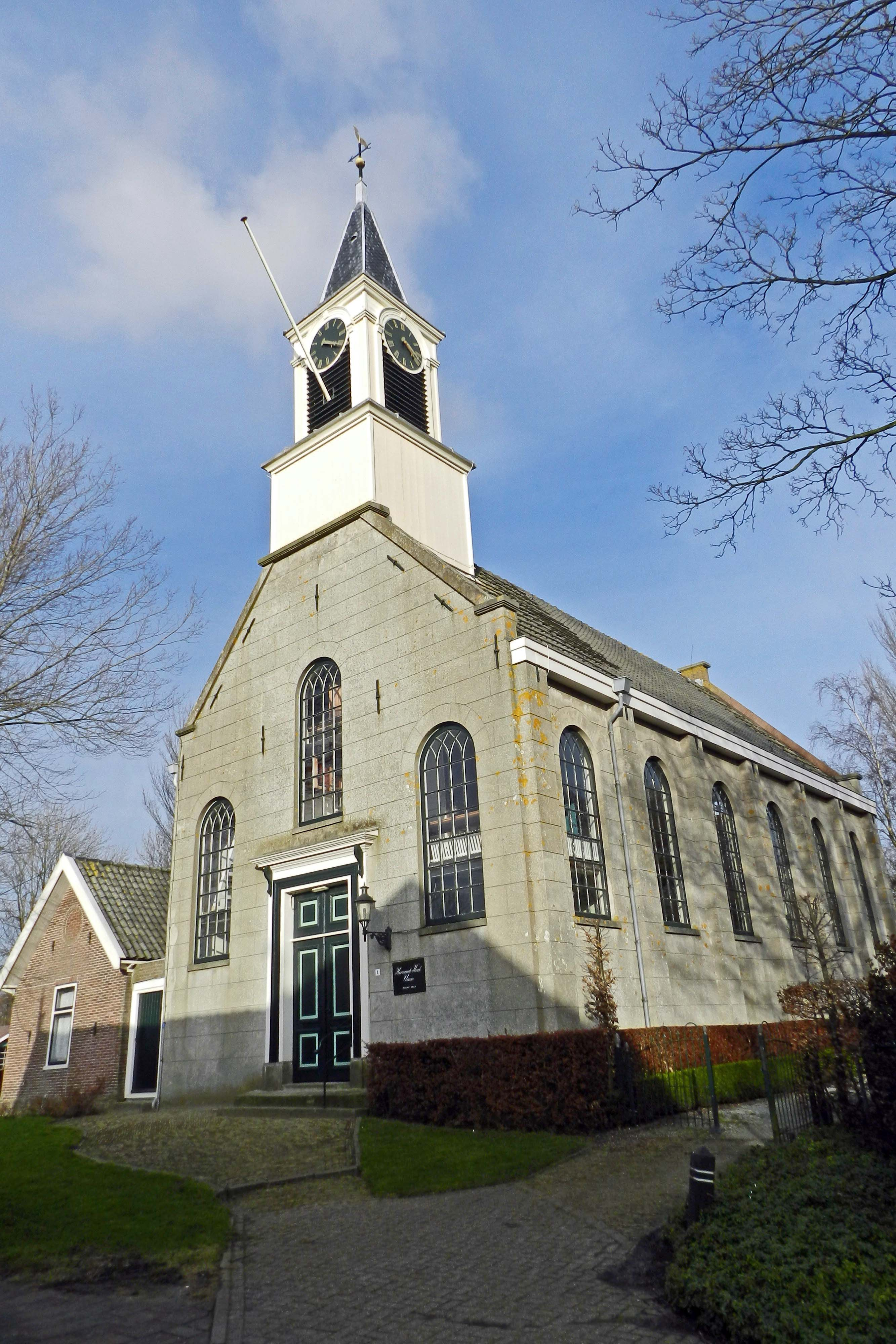
Реформістська церква
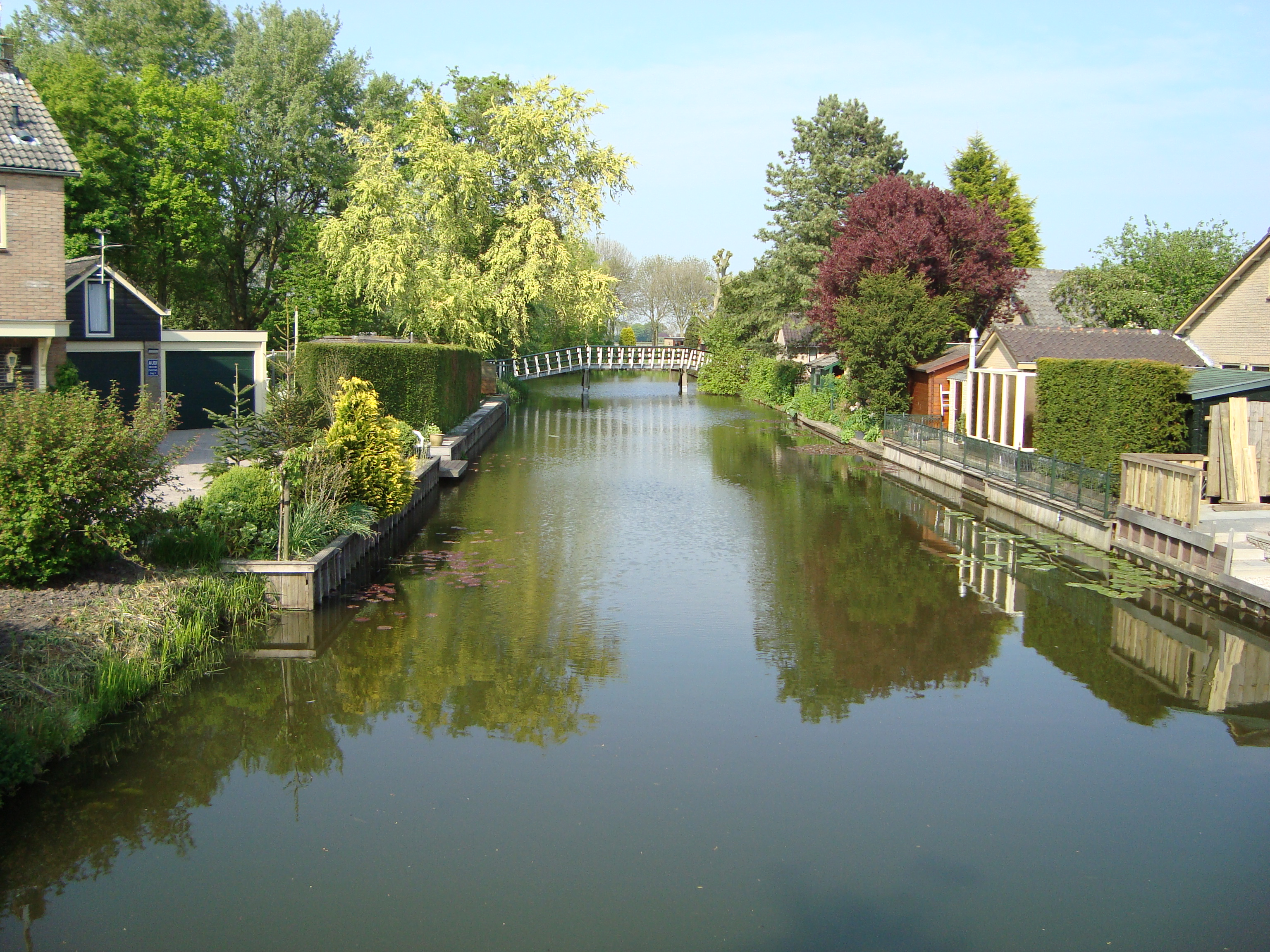
Вид на канал
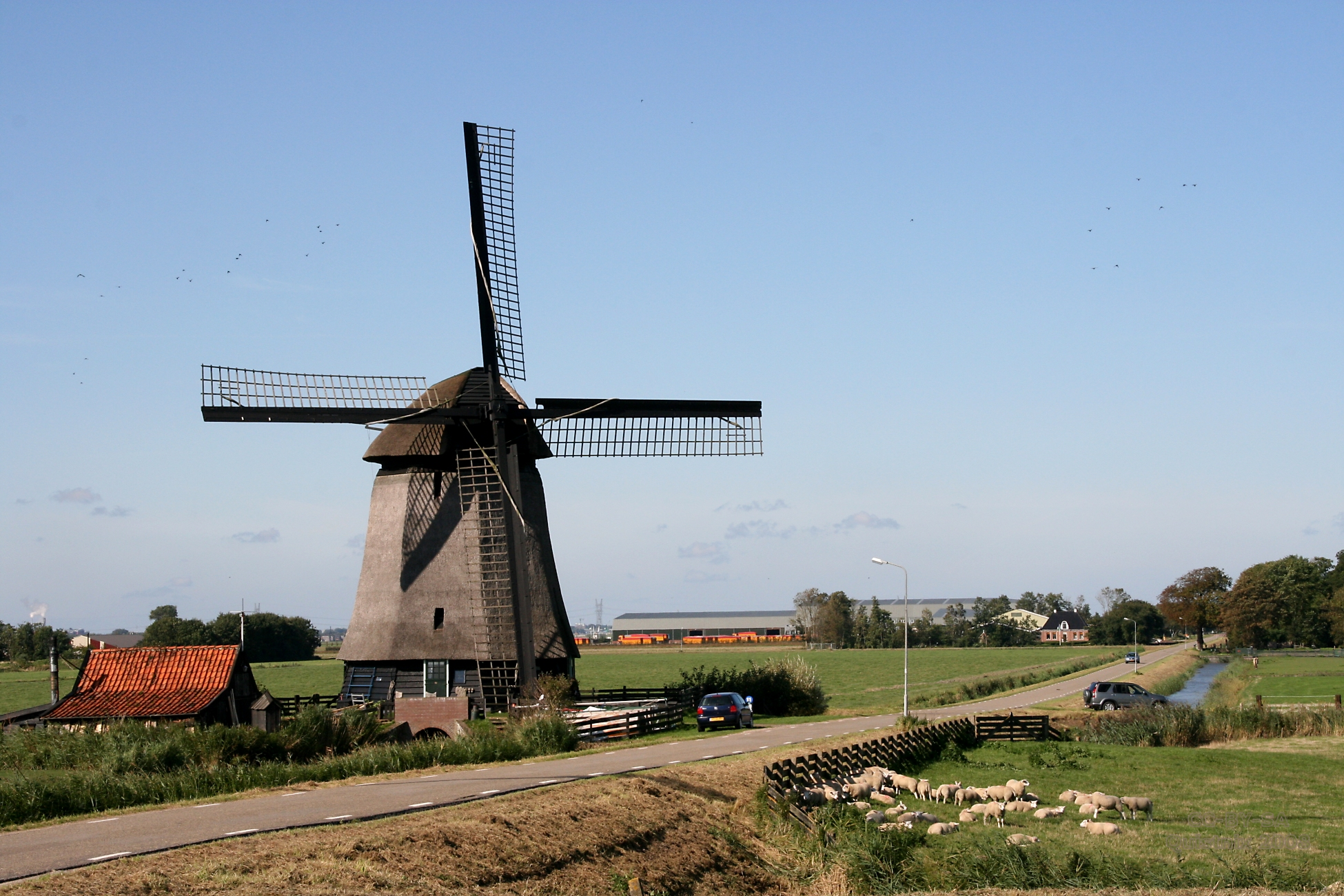
Вітряк Ondermolen O
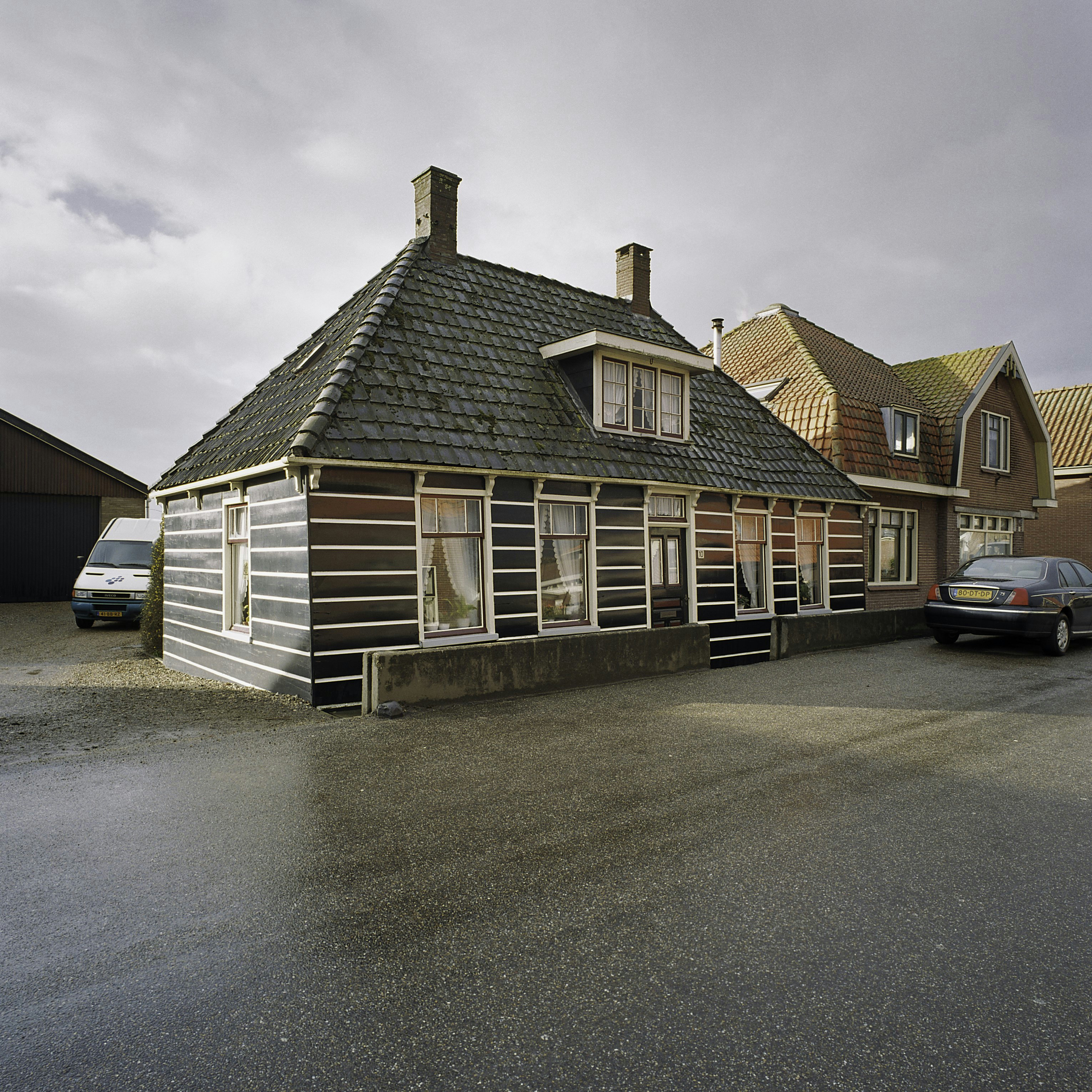
Дерев'яний будинок